# مارجری ویلسون
مارجری ویلسون (انگلیسی: Margery Wilson؛ ۳۱ اکتبر ۱۸۹۶ – ۲۱ ژانویه ۱۹۸۶) بازیگر، فیلم‌نامه‌نویس، و کارگردان فیلم اهل ایالات متحده آمریکا بود.
از فیلم‌ها یا برنامه‌های تلویزیونی که وی در آن نقش داشته‌است، می‌توان به تعصب اشاره کرد.